# Johannes Duyschot

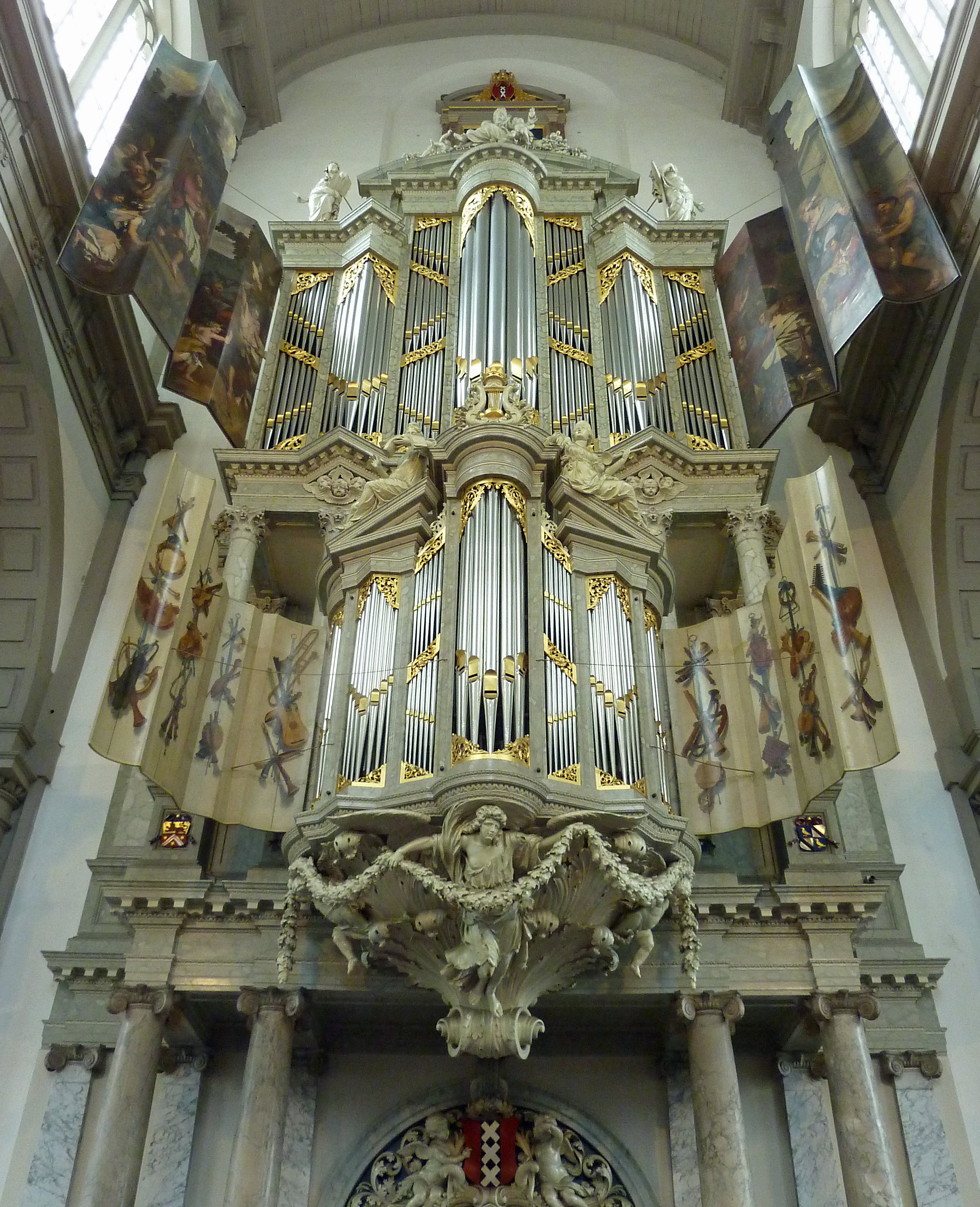
Duyschotorgel van de Westerkerk te Amsterdam

Johannes Duyschot (Amsterdam, 20 april 1645 - Den Haag, 2 mei 1725) was een 17e-eeuwse orgelbouwer in Holland in de Republiek der Zeven Verenigde Nederlanden.
Hij wordt gezien als de laatste Hollandse orgelmaker die volgens de oude tradities bouwde. Hij leerde het ambacht van zijn vader Roelof Barentszn en nam diens bedrijf over. Omdat zijn zoon Andries zich alleen als reparateur van orgels manifesteerde domineerden na de dood van Duyschot de buitenlandse orgelmakers in de Nederlanden, met name Duitse, van wie Christian Müller, bouwer van het beroemde orgel in de Grote of Sint-Bavokerk van Haarlem, een van de bekendste is.

## Lijst van orgels van Johannes Duyschot
Een aantal van de belangrijkste orgels die Duyschot bouwde of waaraan hij een belangrijke bijdrage leverde zijn:
- Leiden, Van Hagerbeer-orgel (1643) in de Pieterskerk en het orgel in de Heilige Lodewijkkerk
- Amsterdam, Westerkerk, zijn eerste project en overgenomen van zijn vader
- Zaandam, Westzijderkerk (Bullekerk)
- Delft, Waalse Kerk / Hendrik-Ido Ambacht (1696)
- Den Haag, Nieuwe Kerk (1702), verbouwd door Christian Gottlieb Friedrich Witte in 1867
- Middelburg, Evangelisch Lutherse Kerk (1707)
- Delft, Oud-Katholieke Kerk (1722)
- Enkhuizen, Wester- of Sint Gommaruskerk In 1679 bouwde Duyschot een nieuw orgel in de kas van Adriaen Schalcken waarin het orgel van Hendrik Niehoff stond. De Duyschot frontpijpen zijn nog aanwezig. Ze werden in 2010 alle 111 gerestaureerd door Flentrop. Nadat in 2018 een wedstrijd tussen 3 orgelbouwers werd gehouden, won Verschueren dit en bracht in 2021 een nieuw bovenwerk met balgen en klavieren aan en werd op 29 september 2023 opdracht gegeven voor een nieuw hoofdwerk met gebruikmaking van de Duyschot pijpen in het front.

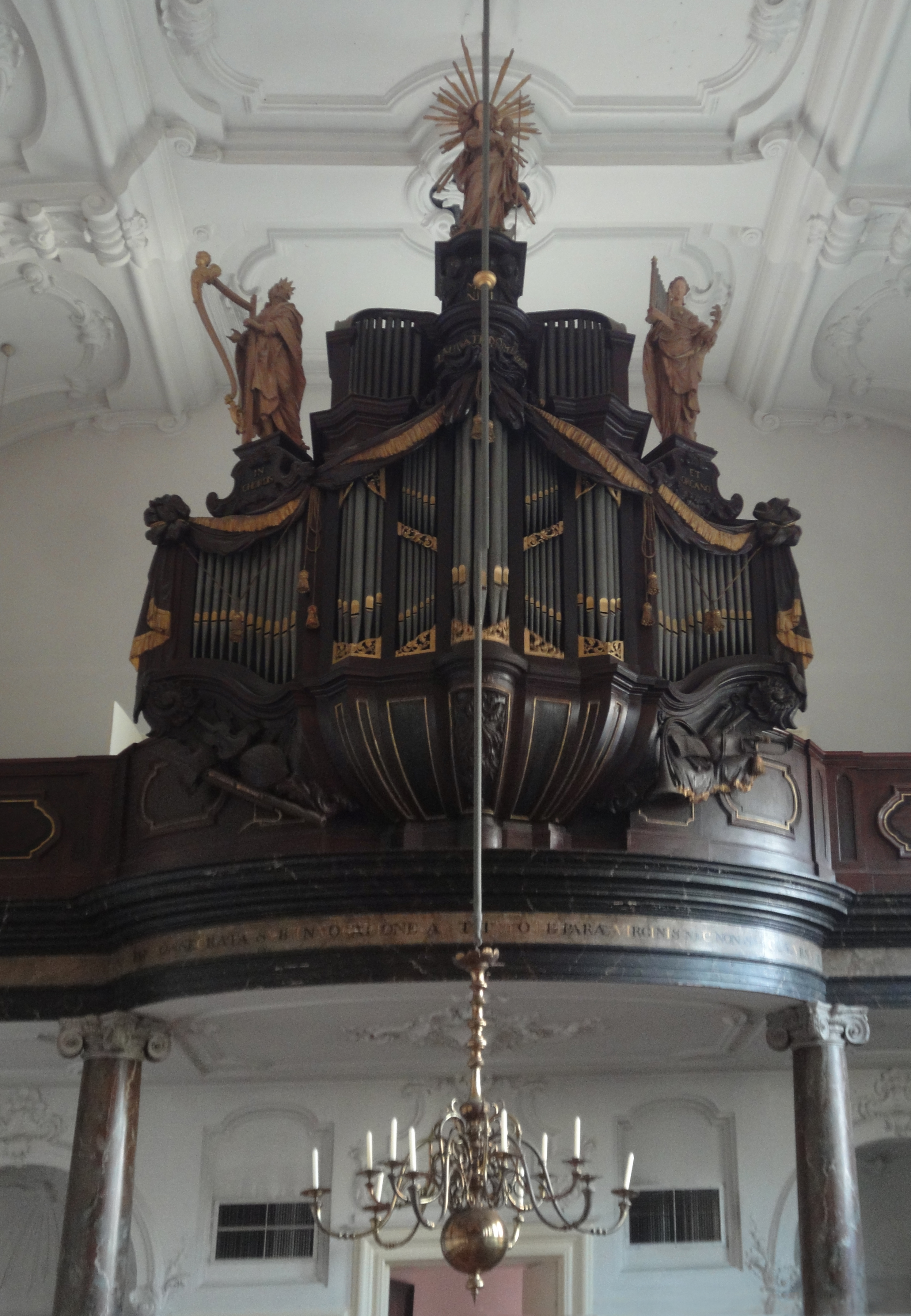
Delft
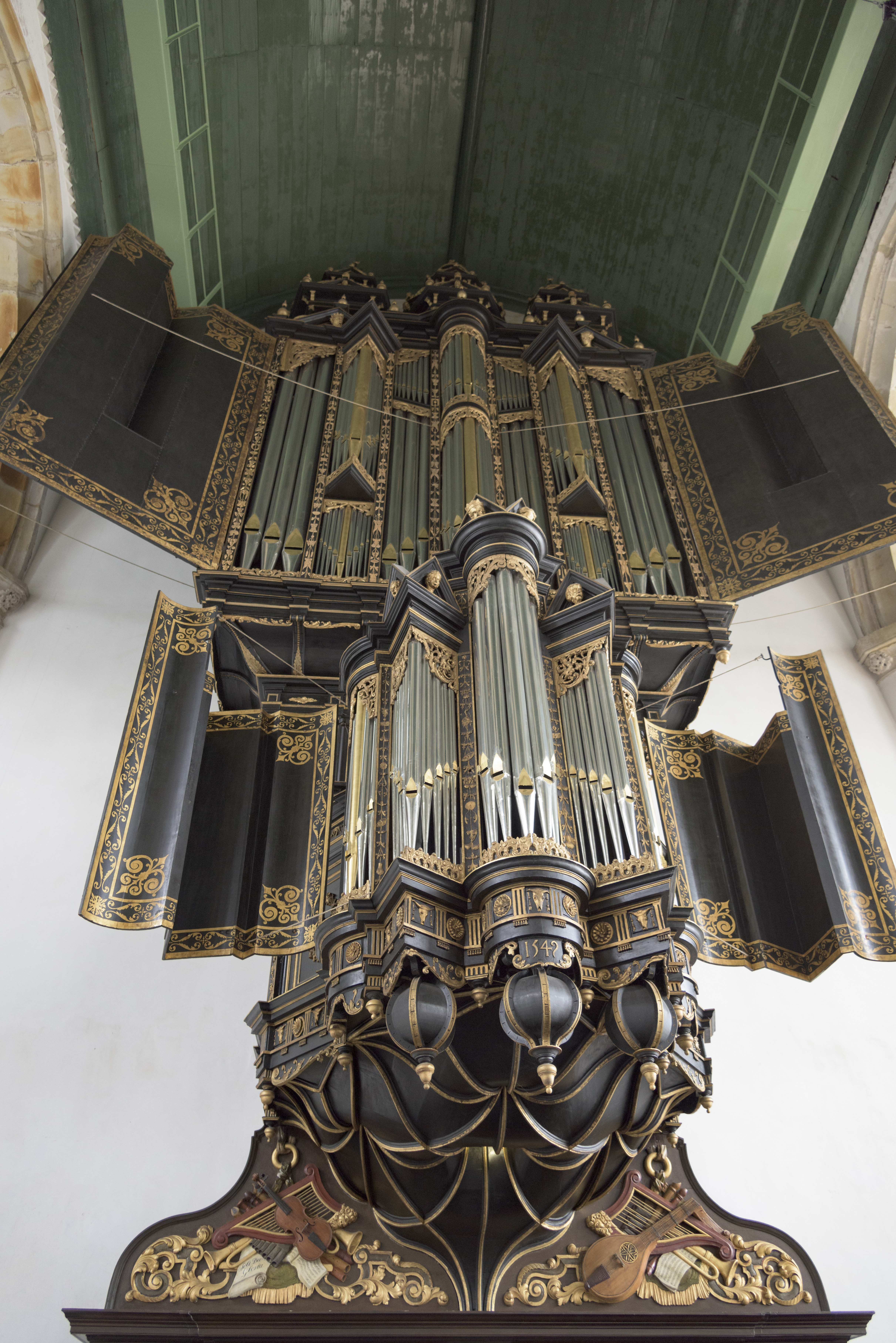
Enkhuizen Orgelkas mogelijk van Adriaen Schalcken.
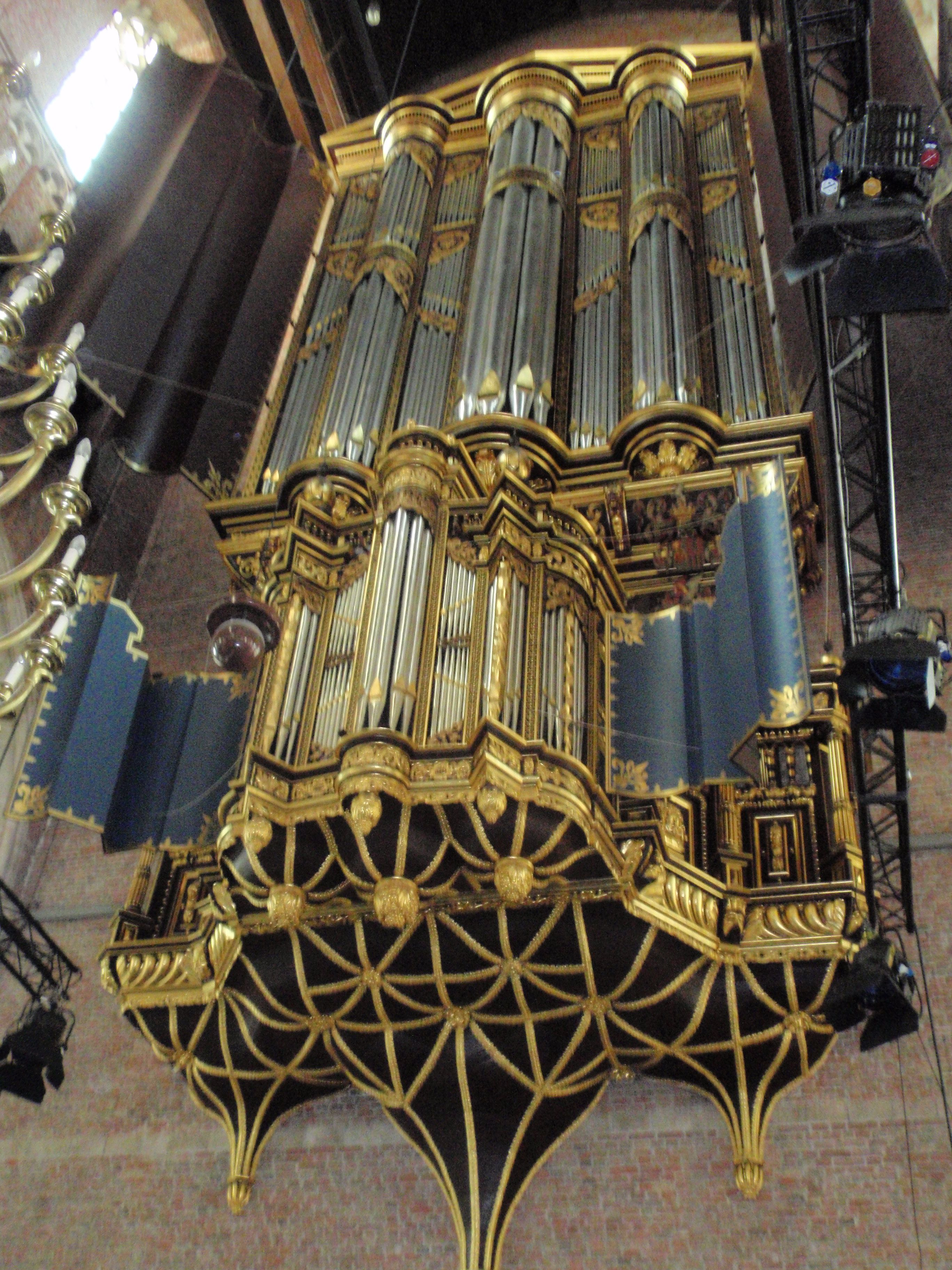
Leiden
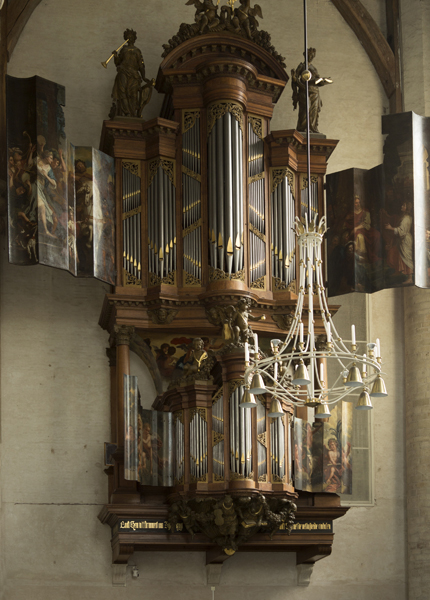
Middelburg

De familie Duyschot wordt genoemd in Biographie universelle des musiciens et bibliographie générale de la musique (1866) van François-Joseph Fétis deel 3 blz 101 onder de naam Duytschot; Henri Viotta stipte hun aan in zijn Lexicon der Toonkunst (1881) en ook het Geïllustreerd muzieklexicon (1932/1949), onder redactie van Mr. G. Keller en Philip Kruseman, vermeldde vader en zoon.
Adema · Gebroeders Van der Aa · Jacobus Armbrost · Bakker & Timmenga · Johann Bätz · Jonathan Bätz · Joseph Binvignat · Sander Booij · Martin Butter · Van Dam · Matthijs van Deventer · Geert Pieters Dik · Johannes Duyschot · Roelof Barentszn Duyschot · Bernhardt Edskes · Marten Eertman · Gerardus Elberink · Elbertse · Antoon van Elen · Flentrop · Dirk Flentrop · Heinrich Hermann Freytag · Rudolf Garrels · Justus Geerkens · Pieter Geerkens · Gradussen · Albertus van Gruisen · Willem van Gruisen · Nicolaas van Hagen · Willem Hardorff · Hendrik Hermanus Hess · Jan van den Heuvel · Jan Adolf Hillebrand · Albertus Antoni Hinsz · Bernard Petrus van Hirtum · Nicolaas van Hirtum · Cornelis Hoornbeek · Klop Orgels & Klavecimbels · Hermanus Knipscheer · Johan Frederik Kruse · Ernst Leeflang · Lohman · Jan van Loo · Michaël Maarschalkerweerd · Pieter Maarschalkerweerd · Abraham Meere · Roelf Meijer · Michaël Mercator · Carl Friedrich August Naber · Familie Niehoff · Cornelis van Oeckelen · Petrus van Oeckelen · Detlef Onderhorst · Pels & Van Leeuwen · Pereboom & Leijser · Elbert Pluer · Radersma · Joachim Reichner  · Reil · Cornelis Rogier · Mense Ruiter · Conradus Ruprecht II · Hans Wolff Schonat · Franciscus Cornelius Smits · Frans Casper Snitger · Johannes Stephanus Strümphler · Johannes Wilhelmus Timpe · Valckx & Van Kouteren · Kam & Van der Meulen · Henk Veeningen · Matthijs Verhofstadt · Vermeulen · Verschueren · Johannes Vollebregt · Jacobus Vollebregt · Van Vulpen · Christian Gottlieb Friedrich Witte · Johan Frederik Witte · Lodewijk Ypma · Jacobus Zeemans
Zuid-Nederlands orgelbouwer (voor 1830)